# Lamottemys okuensis
Lamottemys okuensis is een knaagdier uit de onderfamilie muizen en ratten van de Oude Wereld (Murinae) dat voorkomt op Mount Oku in Kameroen. Het is de enige soort van het geslacht Lamottemys. Er zijn slechts vier exemplaren bekend. Dit geslacht is waarschijnlijk het nauwst verwant aan Oenomys. Het is een geelbruine soort met een witte buik, die een deel van zijn tijd in bomen doorbrengt. De kop-romplengte bedraagt 108 tot 135 mm, de staartlengte 107 tot 132 mm, de achtervoetlengte 25 tot 31 mm, de oorlengte 16 tot 17 mm en het gewicht 43 tot 69 gram.
Aethomys-divisie ·
Apodemus-divisie ·
Arvicanthis-divisie ·
Chrotomys-divisie ·
Colomys-divisie ·
Crunomys-divisie ·
Dacnomys-divisie ·
Dasymys-divisie ·
Echiothrix-divisie ·
Golunda-divisie ·
Hadromys-divisie ·
Hybomys-divisie ·
Hydromys-divisie ·
Lorentzimys-divisie ·
Malacomys-divisie ·
Maxomys-divisie ·
Melasmothrix-divisie ·
Micromys-divisie ·
Millardia-divisie ·
Mus-divisie ·

Oenomys-divisie (Canariomys · Grammomys · Lamottemys · Malpaisomys · Oenomys · Thallomys · Thamnomys) ·

Phloeomys-divisie ·
Pithecheir-divisie ·
Pogonomys-divisie ·
Pseudomys-divisie ·
Rattus-divisie ·
Stenocephalemys-divisie ·
Uromys-divisie ·
Xeromys-divisie ·
Niet-ingedeelde geslachten